# 38e corps de blindés (Allemagne)
Le 38e corps de blindés (en allemand : XXXVIII. Panzerkorps) était un corps d'armée d'unités blindés (Panzer) de l'armée de terre allemande : la Heer au sein de la Wehrmacht pendant la Seconde Guerre mondiale.

## Historique
Le XXXVIII. Panzerkorps est formé le 31 décembre 1944 à partir des restes du XXXVIII. Armeekorps.

## Organisation

### Commandants successifs
| Date                             | Grade                  | Commandant           |
| -------------------------------- | ---------------------- | -------------------- |
| 8 janvier 1945 - 19 janvier 1945 | General der Artillerie | Kurt Herzog          |
| 19 janvier 1945 - 15 mars 1945   | General der Artillerie | Horst von Mellenthin |
| 16 mars 1945 - 8 mai 1945        | General der Artillerie | Kurt Herzog          |

## Théâtres d'opérations
- Front de l'Est, secteur Nord : Janvier 1945 - Mars 1945
- Courlande : Mars 1945 - Mai 1945

## Ordre de batailles

### Rattachement d'Armées
| Date    | Armée     | Groupe d'Armées      |
| ------- | --------- | -------------------- |
| 1945    |           |                      |
| Janvier | 16. Armee | Heeresgruppe Nord    |
| Février | 16. Armee | Heeresgruppe Kurland |

### Unités subordonnées

#### Unités organiques
- Arko 30
- Korps-Nachrichten-Abteilung 438
- Korps-Nachschubtruppen 438

#### Unités rattachées
1er mars 1945
- 329. Infanterie-Division
- 122. Infanterie-Division

### Sources
- (de) XXXVIII. Panzerkorps sur lexikon-der-wehrmacht.de